# Taygetis cinerascens
Taygetis cinerascens är en fjärilsart som beskrevs av Butler 1877. Taygetis cinerascens ingår i släktet Taygetis och familjen praktfjärilar. Inga underarter finns listade i Catalogue of Life.